# Le Cadavre qui tue
Pour plus de détails, voir Fiche technique et Distribution.
Le Cadavre qui tue  (Doctor Blood's Coffin) est un film britannique réalisé par Sidney J. Furie, sorti en 1961.

## Synopsis
Des villageois des Cornouailles disparaissent un à un, jusqu'à ce qu'ils soient enfin localisés dans le laboratoire d'un mystérieux médecin qui se livre à de monstrueuses et morbides manipulations...

## Fiche technique
- Titre : Le Cadavre qui tue
- Titre original : Doctor Blood's Coffin
- Réalisation : Sidney J. Furie
- Scénario : Nathan Juran, James Kelley et Peter Miller
- Production : George Fowler et David E. Rose
- Musique : Buxton Orr
- Photographie : Stephen Dade
- Montage : Antony Gibbs (en)
- Pays d'origine : Royaume-Uni
- Format : Couleur - 1,85:1 - Mono
- Genre : Horreur et science-fiction
- Durée : 92 minutes
- Dates de sortie : 1961

## Distribution
- Kieron Moore : Dr Peter Blood
- Hazel Court : Infirmière Linda Parker
- Ian Hunter : Dr Robert Blood, le père de Peter
- Kenneth J. Warren : Sergent Cook
- Gerald Lawson : Mr G. F. Morton
- Fred Johnson : Tregaye